# The Bitterest Pill (I Ever Had to Swallow)
The Bitterest Pill (I Ever Had To Swallow) is de voorlaatste single van The Jam. Het verscheen op 10 september 1982 en werd in Engeland een #2-hit. 

## Achtergrond
De single werd opgenomen vlak nadat zanger/gitarist Paul Weller zijn collega's Bruce Foxton en Rick Buckler over het naderende einde van The Jam had verteld. Foxton vatte dit nieuws op als "the bitterest pill I've ever had to swallow"; hij liep boos weg halverwege de eerste draaidag van de videoclip weg en werd de volgende dag door een stand-in vervangen. 
De singles die The Jam sinds het najaar van 1981 uitbracht waren in wezen vingeroefeningen voor Wellers soul/jazz-collectief The Style Council; The Bitterest Pill wordt door sommigen daadwerkelijk met The Style Council verward vanwege het strijkersarrangement en de vrouwelijke tweede stem (in dit geval van Belle Stars-zangeres Jennie Matthias).
Nadat Weller een solocarrière was begonnen kwam The Bitterest Pill in 1997 opnieuw in de Engelse hitlijsten; ditmaal haalde het de 30e plaats.